# Serradigitus wupatkiensis
Espèce
Synonymes
- Vaejovis wupatkiensis Stahnke, 1940

Serradigitus wupatkiensis est une espèce de scorpions de la famille des Vaejovidae.

## Distribution
Cette espèce est endémique des États-Unis. Elle se rencontre en Arizona, en Californie, au Nevada, en Idaho, en Utah, au Colorado et au Nouveau-Mexique.

## Description
Le mâle décrit par Williams en 1987 mesure 25 mm et la femelle 33 mm.

## Systématique et taxinomie
Cette espèce a été décrite sous le protonyme Vaejovis wupatkiensis par Stahnke en 1940. Elle est placée dans le genre Serradigitus par Stahnke en 1974.

## Étymologie
Son nom d'espèce, composé de wupatki et du suffixe latin -ensis, « qui vit dans, qui habite », lui a été donné en référence au lieu de sa découverte, Wupatki National Monument.

## Publication originale
- Stahnke, 1940 : « The Scorpions of Arizona. » Iowa State College Journal of Science, vol. 15, no 1, p. 101–103.